# Quiche

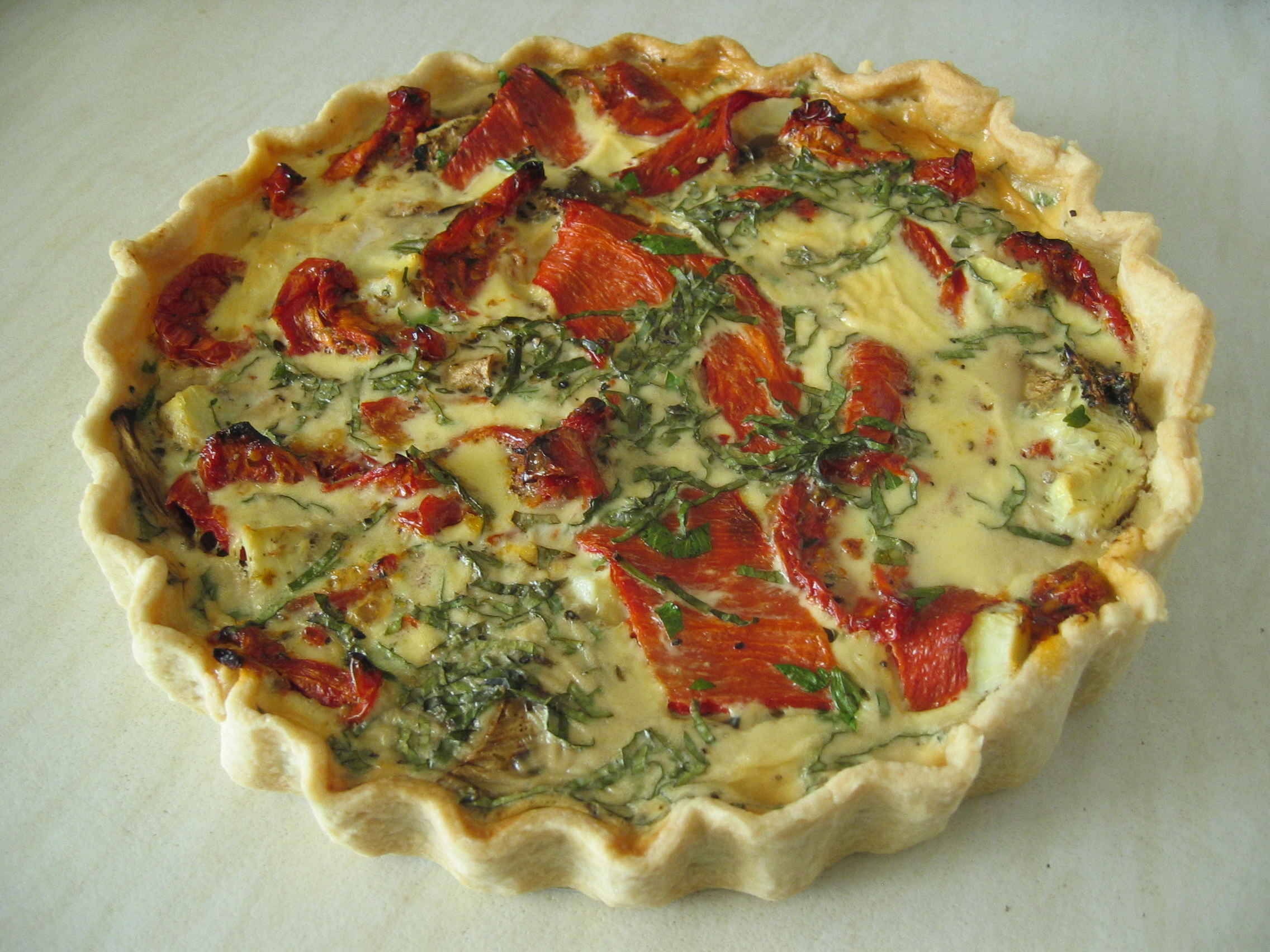
Quiche

Quiche é um tipo de tarte/torta feita com recheio à base de ovos e creme de leite ou natas, ao qual se adicionam pedacinhos de toucinho defumado (ou algum outro recheio, como queijo, fiambre), e que não leva cobertura.

## História
Embora atualmente a quiche seja considerada um prato tradicional da culinária francesa, sua origem é alemã, do reino medieval da Lorena. Mais tarde, os franceses batizaram-na de "Lorraine" (o termo francês para "Lorena"). A palavra "quiche" vem do alemão "kuchen", que significa "torta". A quiche Lorraine original nasceu no século XVI e era uma tarte aberta recheada com creme feito de leite e ovos, acrescido de bacon defumado. Posteriormente, foi acrescentado queijo à quiche Lorraine. Adicionando-se cebolas, obtém-se a quiche alsaciana.
A quiche tornou-se popular na Inglaterra, após a Segunda Guerra Mundial, e nos Estados Unidos, na década de 1950. Hoje, pode-se encontrar uma grande variedade de quiches, desde a original quiche Lorraine, até aquelas com alho-poró, champignon, espinafre e mesmo peixes, como o salmão.